# Гилзерберг
Гилзерберг (њем. Gilserberg) општина је у њемачкој савезној држави Хесен. Једно је од 27 општинских средишта округа Швалм-Едер. Према процјени из 2010. у општини је живјело 3.345 становника. Посједује регионалну шифру (AGS) 6634006.

## Географски и демографски подаци
Гилзерберг се налази у савезној држави Хесен у округу Швалм-Едер. Општина се налази на надморској висини од 240–585 метара. Површина општине износи 61,6 km². У самом мјесту је, према процјени из 2010. године, живјело 3.345 становника. Просјечна густина становништва износи 54 становника/km².